# Iris Varela
María Iris Varela Rangel est une femme politique vénézuélienne, née à San Cristóbal le 9 mars 1967. Députée de 2001 à 2011, elle a été ministre du Service pénitentiaire de 2011 à 2017, et de 2018 à 2020.

## Controverses
Elle est souvent critiquée par ses opposants pour son ton offensif. Elle est également soupçonnée d'entretenir des rapports ambigus avec le criminel Teófilo Rodríguez (1971-2016), connu sous le nom de « El Conejo » en raison d'une photo la montrant avec le célèbre prisonnier. Elle s'est défendue de cette proximité en arguant qu'elle avait été prise en photo avec « cent mille prisonniers dans [le] pays »  (« 100 mil presos en este país »).
Ministre du Service pénitentiaire jusqu'en juin 2017, elle fut accusée par plusieurs ONG, d'avoir pactisé avec les « prans », des gangsters incarcérés s'étant octroyés des rôles de parrains mafieux ayant un droit de vie et de mort les autres détenus, afin de tenter de maintenir l’ordre dans les prisons, quitte à les laisser aller et venir et continuer à diriger leurs opérations criminelles à l’extérieur des enceintes pénitentiaires.
En juillet 2017, elle fait partie de la longue liste de personnalités vénézuéliennes avec le supposé numéro 2 du régime Diosdado Cabello ou  l'ancienne ministre des Relations extérieures Delcy Rodriguez, sous le coup de sanctions américaines pour des soupçons de tractations avec des chefs de gangs emprisonnés. Le journal Le Monde a relayé en 2013 ses prises de positions sur le site de réseau social Facebook en demandant à ses compatriotes de « fermer leurs comptes Facebook pour ne pas servir à leur corps défendant d'informateurs à la CIA américaine. ».